# Wanderer W23
La Wanderer W23 è un'autovettura di fascia alta prodotta dalla Casa tedesca Wanderer dal 1937 al 1941, comprese anche le sue versioni strettamente derivate e commercializzate come W26 e W52.

## Caratteristiche
La W23 venne introdotta nel 1937 in sostituzione della W45, della quale conservò la carrozzeria di tipo limousine, ma propose però alcuni contenuti tecnici meno innovativi rispetto a quelli della sua progenitrice. Tale decisione fu presa per contenere il prezzo di listino finale. Per cominciare, fu utilizzato un telaio dal passo accorciato di 10 cm, il che non andò a vantaggio dell'abitabilità interna. Inoltre, il motore fu un nuovo 6 cilindri in linea che riprese il superato schema di distribuzione a valvole laterali, abbandonando invece la più moderna soluzione a valvole in testa. Tale motore, della cilindrata di 2651 cm³ erogava una potenza massima di 62 CV, quanto bastava per spingere la vettura ad una velocità massima di 115 km/h. Non mancarono comunque anche alcuni contenuti più moderni, come l'avantreno a ruote indipendenti ripreso dalla W45, mentre dalla produzione DKW venne invece ripreso il retrotreno ad assale flottante, che andò a sostituire il più costoso schema ad assale oscillante presente invece nella W45. Inoltre anche il cambio era nuovo, sempre a quattro marce, ma con terza e quarta marcia sincronizzate. Oltre che come limousine, la W23 fu proposta anche con carrozzeria di tipo cabriolet, ma a richiesta fu possibile ottenere il solo telaio nudo da carrozzare a proprio piacimento. Fu così che nacquero delle varianti anche molto interessanti, tra cui una familiare con inserti in legno sui pannelli della carrozzeria, una sorta di "woodie" alla tedesca. Le W23 cabriolet, invece, furono allestite dalla carrozzeria Gläser di Dresda.
Parallelamente alla W23 fu immessa nel mercato anche la W26, che andò di fatto a sostituire la W51 e che differì dalla W23 per il telaio dal passo allungato di 25 cm. Su tale base vennero realizzate due varianti di carrozzeria, entrambe a 6 posti: una limousine ed una torpedo. Per queste due varianti si ritornò al retrotreno ad assale oscillante, benché più costoso, poiché questa soluzione avrebbe permesso di ricavare più spazio nella zona posteriore del corpo vettura.
Ed ancora, in contemporanea con il lancio dei due modelli appena descritti, vi fu anche l'introduzione della W52, pensata per chi desiderava unire la raffinatezza della soluzione ad assale oscillante al corpo vettura a quattro posti. Il telaio utilizzato fu comunque differente da quello di W23 e W26: fu infatti caratterizzato da un interasse di 3 metri, come quello della W45. La W52 fu proposta a listino solo per la durata del 1937, dopodiché scomparve.
Quanto agli altri due modelli, la W26 fu commercializzata fino al 1940, mentre la W23 rimase in listino fino alla fine del 1941. Tuttavia, un centinaio di esemplari di cabriolet furono consegnati all'inizio del 1942 a membri del Reichsarbeitsdienst.
La W23 fu l'ultima autovettura della storia a portare il marchio Wanderer sul radiatore: al termine della Seconda Guerra Mondiale, la produzione non sarebbe ripresa, ed anzi, lo stesso colosso sassone dell'Auto Union si sarebbe ridotto a poco più di un embrione, rappresentato da alcuni dirigenti che dalla Sassonia fuggiranno verso la Baviera, dove ridaranno vita al marchio, stavolta rappresentato però dalla sola DKW.

### Galleria d'immagini
| Wanderer W23 Limousine | Wanderer W23 Cabriolet | Wanderer W26 Limousine | Wanderer W52 Cabriolet |
| ---------------------- | ---------------------- | ---------------------- | ---------------------- |
|                        |                        |                        |                        |

### Riepilogo caratteristiche
| Modello                            | W23                                                                       | W26                                                                                   | W52                                                                                   |
| ---------------------------------- | ------------------------------------------------------------------------- | ------------------------------------------------------------------------------------- | ------------------------------------------------------------------------------------- |
| Carrozzerie disponibili            | limousine 4 posti cabriolet 4 posti telaio nudo                           | limousine 6 posti cabriolet 4 porte 6 posti telaio nudo                               | limousine 4 posti cabriolet 4 posti                                                   |
| Anni di produzione                 | 1937-41                                                                   | 1937-40                                                                               | 1937                                                                                  |
| Prezzo al debutto in RM            | 4.550-6.450                                                               | 4.650-6.950                                                                           | 5.550-6.500                                                                           |
| Esemplari prodotti                 | circa 8.000                                                               | circa 1.800                                                                           | circa 1.400                                                                           |
| Motore                             | Anteriore longitudinale                                                   | Anteriore longitudinale                                                               | Anteriore longitudinale                                                               |
| Numero e disposizione dei cilindri | 6 cilindri in linea                                                       | 6 cilindri in linea                                                                   | 6 cilindri in linea                                                                   |
| Alesaggio e corsa (mm)             | 75x100                                                                    | 75x100                                                                                | 75x100                                                                                |
| Cilindrata (cm³)                   | 2651                                                                      | 2651                                                                                  | 2651                                                                                  |
| Alimentazione                      | Carburatore Solex 35 BFRH                                                 | Carburatore Solex 35 BFRH                                                             | Carburatore Solex 35 BFRH                                                             |
| Potenza nominale (CV/rpm)          | 62/3500                                                                   | 62/3500                                                                               | 62/3500                                                                               |
| Trazione                           | Posteriore                                                                | Posteriore                                                                            | Posteriore                                                                            |
| Cambio                             | Manuale a 4 marce (III e IV sincronizzate)                                | Manuale a 4 marce (III e IV sincronizzate)                                            | Manuale a 4 marce (III e IV sincronizzate)                                            |
| Frizione                           | Monodisco a secco                                                         | Monodisco a secco                                                                     | Monodisco a secco                                                                     |
| Telaio                             | Separato, a longheroni e traverse in acciaio                              | Separato, a longheroni e traverse in acciaio                                          | Separato, a longheroni e traverse in acciaio                                          |
| Passo                              | 2,900                                                                     | 3,150                                                                                 | 3,000                                                                                 |
| Sospensioni ant.                   | A ruote indipendenti, con doppi bracci trasversali e balestra trasversale | A ruote indipendenti, con doppi bracci trasversali e balestra trasversale             | A ruote indipendenti, con doppi bracci trasversali e balestra trasversale             |
| Sospensioni post.                  | Ad assale rigido flottante con balestra trasversale                       | A ruote indipendenti con assale oscillante, braccio oscillante e balestra trasversale | A ruote indipendenti con assale oscillante, braccio oscillante e balestra trasversale |
| Impianto frenante                  | Idraulico, con freni a tamburo sulle quattro ruote                        | Idraulico, con freni a tamburo sulle quattro ruote                                    | Idraulico, con freni a tamburo sulle quattro ruote                                    |
| Pneumatici                         | 5.25-17 (6.00-16 dal 1939)                                                | 6.50-16                                                                               | 5.25-17                                                                               |
| Massa a vuoto                      | 1.390-1.450                                                               | 1.470                                                                                 | 1.440-1.500                                                                           |
| Serbatoio                          | 60                                                                        | 53                                                                                    | 53                                                                                    |
| Velocità massima                   | 115                                                                       | 105                                                                                   | 115                                                                                   |
| Consumo medio (l/100 km)           | 15                                                                        | 15.5                                                                                  | 15                                                                                    |